# Driestuiversopera

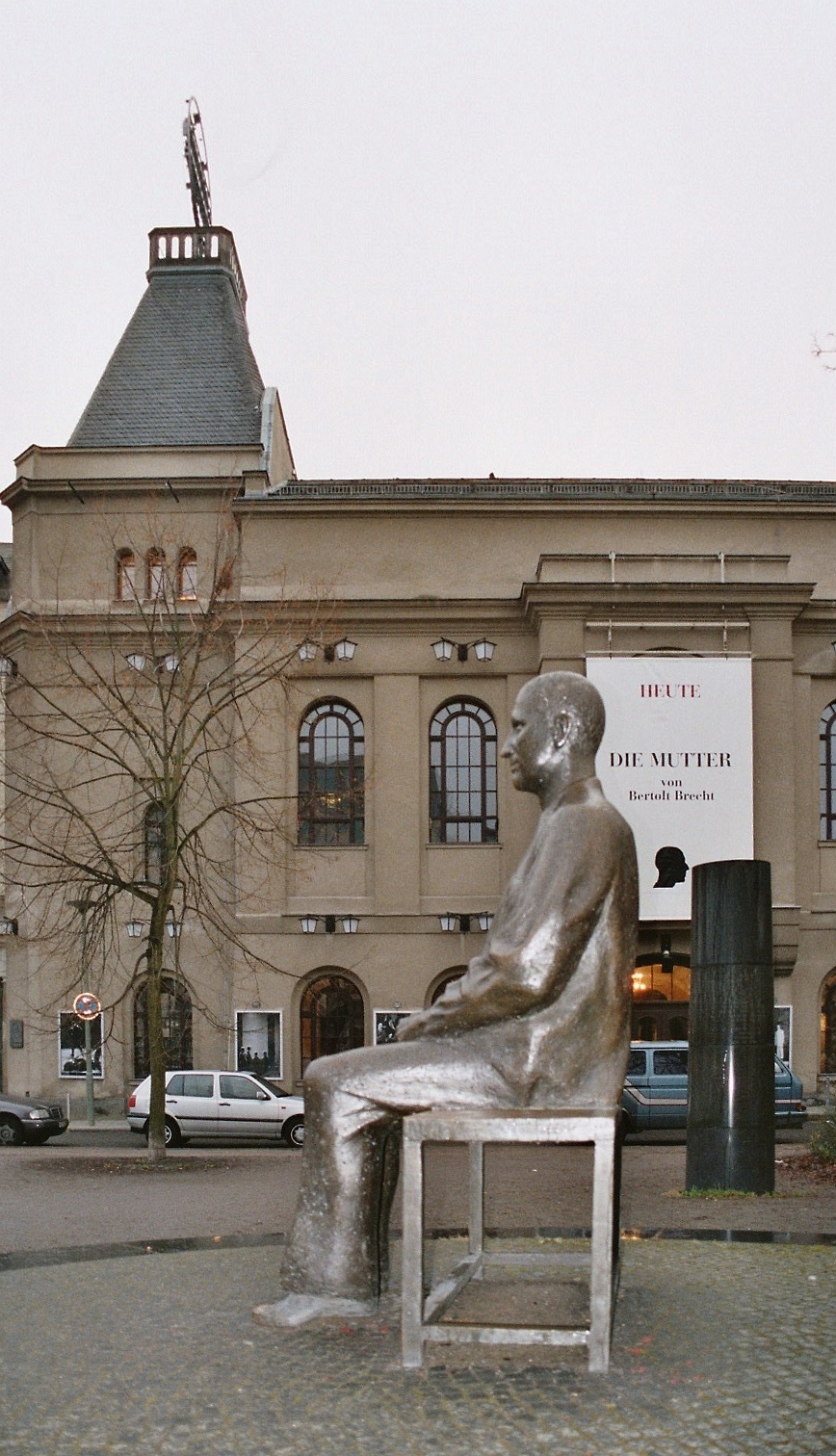
Monument voor Bertolt Brecht bij het Theater am Schiffbauerdamm in Berlijn

De Driestuiversopera (Die Dreigroschenoper) is een Duits theaterwerk uit 1928 van de schrijver Bertolt Brecht en de componist Kurt Weill. Beiden hebben aan dit stuk een belangrijk deel van hun bekendheid te danken. Het stuk is gebaseerd op een Engelse opera uit 1728, de Beggar's Opera, waarvan John Gay de tekst had geschreven. Weills muziek staat in tegenstelling tot Brechts tekst geheel los van het oorspronkelijke stuk.
De Driestuiversopera is ondanks zijn titel geen opera in engere zin, maar een toneelstuk met 22 afzonderlijke zangnummers, die door toneelspelers gezongen kunnen worden en waarvoor dus geen geschoolde operazangers nodig zijn. Die Moritat von Mackie Messer is het bekendste lied uit de Driestuiversopera. Het stuk was bedoeld als sociale kritiek, waarbij de Londense onderwereld model stond voor het kapitalisme. Het stuk kreeg, zeker ook dankzij de jazzachtige muziek van Weill, uiteindelijk vooral het karakter van een parodie.
Het stuk speelt zich af in de penoze van de Londense wijk Soho, waar Macheath, alias Mackie Messer ofwel Mack the Knife, omgang heeft met Polly, de dochter van bedelaarskoning Peachum, en tegen diens zin met haar trouwt. Peachum probeert Macheath aan de galg te brengen. Macheath belandt in de gevangenis maar ontsnapt dankzij zijn relatie met Lucy, dochter van de politiechef. Peachum wordt woest en dreigt met een massale opkomst van bedelaars tijdens de kroning van de koningin. Brown wordt hier zo bang van dat hij Macheath alsnog laat oppakken. Macheath dreigt op het einde dan echt terechtgesteld te worden, maar krijgt op het laatste moment gratie van de koningin en wordt in de adelstand verheven. Eind goed, al goed: daarmee is duidelijk dat het maar een sprookje is.
De Driestuiversopera was zowel in Duitsland (waar hij door de nazi's verboden werd) als daarbuiten zeer populair. Speciaal de Kanonen Song raakte een snaar bij veel toeschouwers. Het stuk werd in achttien talen vertaald, waaronder het Nederlands, en maakte als de Threepenny Opera furore op Broadway. De eerste van zeven Broadway-producties ging twaalf keer in 1933. De eerste Nederlandse Driestuiversopera ging al op 14 september 1929 in première in een opvoering van het Oost-Nederlands Toneelgezelschap met een vertaling van August Defresne.

## Film Die Dreigroschenoper
In 1931 werd het muziekdrama van Bertolt Brecht verfilmd, waarbij de muziek van Kurt Weill werd gebruikt. 
Het filmverhaal over liefde en verraad is gesitueerd in het laat-Victoriaanse London, met in de hoofdrollen de boef Mackie Messer, de koning der bedelaars J.J. Peachum en natuurlijk Jenny (vertolkt door Lotte Lenya). De regie van deze filmeditie is van Georg Wilhelm Pabst.
Het verhaal gaat over meneer Peachum, de `koning der bedelaars`. Deze heeft een bedrijf dat bedelaars helpt door ze tips en een goede plek te geven in ruil voor een deel van hun opbrengst. Zijn dochter,  Polly,  is verliefd op de gemeenste schurk van de stad, Mackie Messer.  Mackie Messer heeft al meerdere moorden en veel diefstallen en andere misdaden gepleegd.  Polly en Mackie Messer trouwen in een paardenstal met als voornaamste gast `Tiger Brown` de politiechef van Londen.  Brown en Mac zijn namelijk al jarenlang vrienden. Peachum wil niet dat zijn dochter met Mac trouwt. Hij gaat naar Brown om te zeggen dat hij Mackie Messer  moet oppakken. Polly gaat naar Mac om hem te waarschuwen. Dan gaat hij, zoals altijd op donderdagavond, naar de hoeren, waaronder Jenny die omgekocht is door Mrs. Peachum en hem verraadt. In de gevangenis komt Polly hem opzoeken en ze komt erachter dat Mac nog een vrouw heeft, Lucy.  Polly en Lucy maken ruzie om Mac.  Polly wordt door haar moeder weggehaald en Lucy helpt Mac te ontsnappen. Peachum wordt kwaad op Brown omdat hij Mac heeft laten ontsnappen en dreigt op de dag van de kroning van de koningin de bedelaars te laten rondlopen en alles te laten verstoren.  Brown verraadt Mac. Dan gaat Jenny haar geld ophalen bij mevrouw Peachum die niet wil betalen. Peachum betaalt haar alsnog omdat ze zegt waar Mac zit.  Mac wordt voor de tweede keer opgepakt.  Mac probeert nog onder de doodstraf uit te komen maar het lukt niet. Dan komt Brown aanrennen met het bericht dat de koningin hem in verband met de kroning vrijlaat. 
Met: Rudolf Forster (als Mackie Messer), Carola Neher (als Polly), Valeska Gert (als Mrs. Peachum), Lotte Lenya (als Jenny), Fritz Rasp (als Peachum)
De film is gebaseerd op het toneelstuk Die Dreigroschenoper uit 1928 van Bertolt Brecht en Kurt Weill. Het script is van Léo Lania, Ladislaus Vajda, Béla Balázs en John Gay (uit 1728). De film is in Nederland beroemd geworden door de jaarlijkse vertoningen in het Filmtheater de Uitkijk in Amsterdam. Het verhuurkantoor was Actueelfilm in Amsterdam. In mei 1959 werd daar de film voor de 1000ste keer vertoond, bij die voorstelling was de toegangsprijs drie stuivers voor alle rangen. De portier van de Uitkijk J.F.A. Termeulen heeft door de jaren heen 1000 keer aan de deur gestaan om het publiek binnen te laten.

### Muziek en liederen in de film
Engels commentaar
Prelude
1 Ouverture
2 Die Moritat von Mackie Messer ("The Ballad of Mack the Knife" – Ausrufer – Street singer)
Eerste akte
3 Morgenchoral des Peachum (Peachum's Morning Choral – Peachum, Mrs Peachum)
4 Anstatt dass-Song (Instead of Song – Peachum, Mrs Peachum)
5 Hochzeits-Lied (Wedding Song – Four Gangsters)
6 Seeräuberjenny (Pirate Jenny – Polly)
7 Kanonen-Song (Cannon Song – Macheath, Brown)
8 Liebeslied (Love Song – Polly, Macheath)
9 Barbarasong (Barbara Song – Polly)
10 I. Dreigroschenfinale (First Threepenny Finale – Polly, Peachum, Mrs Peachum)
Tweede akte
11 Melodram (Melodrama – Macheath)
11a Polly's Lied (Polly's Song – Polly)
12 Ballade von der sexuellen Hörigkeit (Ballad of Sexual Dependency – Mrs Peachum)
13 Zuhälterballade (Pimp's Ballad or Tango Ballad – Jenny, Macheath)
14 Ballade vom angenehmen Leben (Ballad of the Pleasant Life – Macheath)
15 Eifersuchtsduett (Jealousy Duet – Lucy, Polly)
15b Arie der Lucy (Aria of Lucy – Lucy)
16 II. Dreigroschenfinale (Second Threepenny Finale – Macheath, Mrs Peachum, Chorus)
Derde akte
17 Lied von der Unzulänglichkeit menschlichen Strebens (Song of the Insufficiency of Human Struggling – Peachum)
17a Reminiszenz (Reminiscence)
18 Salomonsong (Solomon Song – Jenny)
19 Ruf aus der Gruft (Call from the Grave – Macheath)
20 Grabschrift (Grave Inscription – Macheath)
20a Gang zum Galgen (Walk to Gallows – Peachum)
21 III. Dreigroschenfinale (Third Threepenny Finale – Brown, Mrs Peachum, Peachum, Macheath, Polly, Chorus)